# Symphonie no 2 de William Schuman
Pour les articles homonymes, voir Symphonie no 2.
Ne doit pas être confondu avec Symphonie no 2 de Robert Schumann.
La Symphonie no 2 a été composée par le compositeur américain William Schuman en 1938.
L'œuvre d'une durée de dix-huit minutes a été créée pour la première fois le 25 mai 1938 par le Greenwich Village Orchestra dirigé par Edgar Schenkman. La symphonie a attiré l'attention d'Aaron Copland, qui a appelé Schuman. Sur l'insistance de Copland, Serge Koussevitzky a joué cette symphonie à Boston avec l'Orchestre symphonique de Boston le 17 février 1939. Il s'est ensuivi un contrat qui a conduit à faire jouer dans le cadre du The American Festival Overture une Symphonie no 3. Schuman a fait connaissance de Leonard Bernstein, qui à son tour a aidé Schuman dans la composition de cette troisième symphonie.
Schuman a remporté un concours avec la symphonie, mais le public est resté apparemment insatisfait. Son professeur Roy Harris l'a aussi trouvée non convaincante. William Schuman a finalement rapidement renoncé à cette symphonie. Suivant ses propres mots, sa confiance en lui-même en a été gravement touchée, mais Schuman a continué à composer d'autres œuvres, qui sont maintenant devenues des œuvres à part entière de la musique classique des États-Unis.